# 140 Eskadra IAF

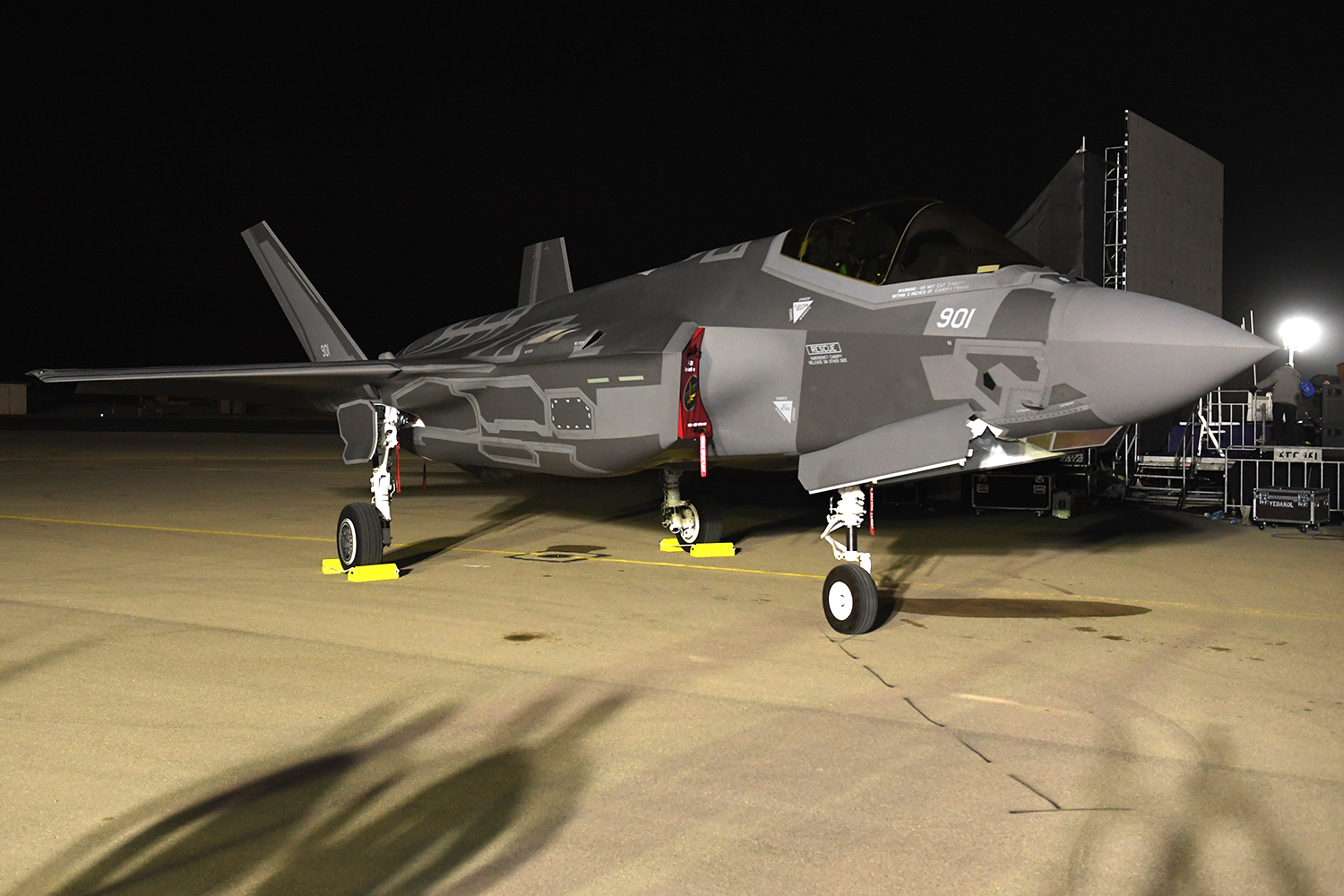
F-35I Adir

140 Eskadra (Złoty Orzeł) – myśliwska eskadra Sił Powietrznych Izraela, bazująca w Newatim w Izraelu.

## Historia
Eskadra została sformowana pod koniec 1969 i składała się z 25 samolotów szturmowych A-4E Skyhawk. Była to pierwsza izraelska eskadra uzbrojona w ten typ samolotów. W 1972 wymieniono maszyny na nowszy wariant A-4N.
W 1982 wprowadzono do służby samoloty wielozadaniowe F-16A/B.

## Wyposażenie
Na wyposażeniu 140 Eskadry znajdują się następujące samoloty:
- samoloty wielozadaniowe Lockheed Martin F-35 Lightning II.